# Ancient Wars: Sparta
Ancient Wars: Sparta is een real-time strategy computerspel, ontwikkeld door World Forge. Het is uitgebracht op 20 april 2007 in Europa en het is uitgegeven door Playlogic International. Op 27 maart 2008 werd een stand-alone uitbreidingspakket genaamd Fate of Hellas uitgebracht.

## Algemeen
Het spel speelt zich af tussen 700 en 300 v.Chr. en volgt de historische gebeurtenissen in Klein-Azië, Europa en Noord-Afrika van de Spartanen, de Perzen en de Egyptenaren. Deze drie partijen zijn speelbaar met elk een eigen campagne. De campagnes samen bestaan uit meer dan 30 missies.
Er wordt de nadruk gelegd op grootschalige gevechten die zich op het land en op zee kunnen afspelen. De speler kan zelf de eenheden uitrusten met wapens en schilden maar ook een paard en wagen toekennen en speciale mogelijkheden geven. Tijdens gevechten kunnen wapens verzameld worden om eigen eenheden verder uit te rusten en te verbeteren. Ook kunnen wapens van andere culturen verkregen worden.

## Techniek
Het spel maakt gebruik van de Ancient Wars Engine die voor dit spel ontwikkeld is en die technieken zoals parallax mapping, shadow mapping en bump-mapping toepast. Daarnaast wordt er gebruikgemaakt van een model met natuurkundige wetten die de omgeving, de eenheden en de gebouwen beïnvloeden. Natuurkundige fenomenen en het weer, zoals regen, wind en sneeuw of het veranderen van dag en nacht, spelen ook een rol in het spel.